# Boris Alexandrowitsch Koltschin
Boris Alexandrowitsch Koltschin (russisch Борис Александрович Колчин; * 10. Junijul. / 23. Juni 1914greg. in Sormowo, jetzt Rajon Nischni Nowgorods; † 11. Januar 1984 in Moskau) war ein russischer Historiker, Archäologe und Hochschullehrer.

## Leben
Koltschin erhielt eine technische Ausbildung und arbeitete 1930–1935 als Zeichner und Konstrukteur. Dann begann er das Studium an der Fakultät für Geschichte der Universität Moskau (MGU), das er  1941 bei Artemi Wladimirowitsch Arzichowski am Lehrstuhl für Archäologie abschloss. Nach Beginn des Deutsch-Sowjetischen Krieges wurde er am 30. Juni 1941 zur Roten Armee eingezogen und im Juli 1942 an der Südwestfront eingesetzt. Nachdem er eingekesselt war, kam er in ein Lager beim Bergwerk Bolschaja Inta. 1945 kehrte er nach Moskau zurück und arbeitete in der Leninbibliothek.
1946 begann Koltschin die Aspirantur im Institut für Archäologie (IA) der Akademie der Wissenschaften der UdSSR (AN-SSSR, seit 1991 Russische Akademie der Wissenschaften (RAN)). 1947–1948 leitete er eine der Ausgrabungen auf dem Nowgoroder Jaroslaw-Hof. 1947–1983 war er eine der führenden Personen der Nowgoroder Archäologischen Expedition (NAE) der MGU. Dabei übernahm er auch Arbeitstechniken und Organisationsprinzipien der Arbeiten im Gulag. 1949 erschien seine erste Veröffentlichung über die metallografische Untersuchung altrussischer Eisenobjekte. Ab 1949 war er wissenschaftlicher Mitarbeiter des IA. 1950 verteidigte er seine Kandidat-Dissertation über die Eisenverhüttung und die Metallverarbeitung in der alten Rus.
1952 wurde Koltschin Vizeleiter der NAE. Er führte technische Hilfsmittel in die archäologische Arbeit ein. Er benutzte physikalische und chemische Methoden, insbesondere Metallografie und Spektroskopie, bei der Untersuchung der Metallfunde. Er simulierte die alten metallurgischen Prozesse. Er begann ein breit angelegtes Programm zur Anwendung der dendrochronologischen Datierung. 1961 verteidigte er seine Doktor-Dissertation über die Dendrochronologie Nowgorods. Es folgte die Ernennung zum Professor am IA, wo er lange als Lehrer wirkte.
Koltschin gründete das Laboratorium für naturwissenschaftliche Methoden am IA und organisierte 1963 eine Allunionskonferenz zur Anwendung neuer Methoden in der Archäologie. 1970 organisierte er die Sektion für Archäologie in der Moskauer Gesellschaft der Naturforscher.

## Preise
- Staatspreis der UdSSR (1970)
- Leninpreis (1984 postum)